# HD 107325
HD 107325，又名BD+27 2114，SAO 82250、HR 4693，是一颗恒星，视星等为5.54，位于銀經215.35，銀緯83.05，其B1900.0坐标为赤經12h 15m 18s，赤緯+27° 83.05′ 40″。